# یواس‌اس ساری (اس‌اس-۱۸۹)
یواس‌اس ساری (اس‌اس-۱۸۹) (به انگلیسی: USS Saury (SS-189)) یک زیردریایی بود که طول آن ۳۱۰ فوت ۶ اینچ (۹۴٫۶۴ متر) بود. این زیردریایی در سال ۱۹۳۸ ساخته شد.